# Zapillea, Ratne
Zapillea (în ucraineană Запілля) este un sat în comuna Datîn din raionul Ratne, regiunea Volînia, Ucraina.

## Demografie
Componența lingvistică a localității Zapillea
     Ucraineană (100%)
Conform recensământului din 2001, toată populația localității Zapillea era vorbitoare de ucraineană (100%).